# Anne Morgan
Pour les articles homonymes, voir Ann Morgan Guilbert.

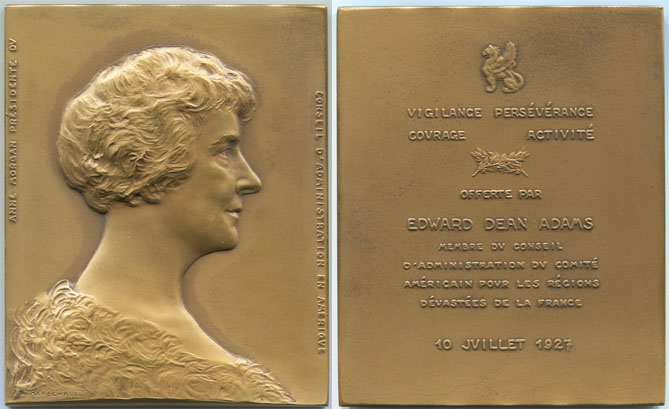
Plaquette en bronze représentant Anne Morgan.

Anne Morgan, née le 25 juillet 1873 à Manhattan (New York) et morte le 29 janvier 1952 à Mount Kisco (État de New York), fille du richissime banquier John Pierpont Morgan, est une philanthrope américaine.
Elle est connue pour son action en faveur de l'aide aux sinistrés en France durant les deux guerres mondiales.

## Biographie

### Vie mondaine
À New York, elle est membre fondatrice du Colony Club, premier club pour femmes de la ville.
 
Depuis 1907, les Américaines Anne Morgan, Elisabeth Marbury et Elsie de Wolfe séjournent en France à la villa Trianon, près de Versailles. Elles connaissent la haute société américaine à Paris ainsi que la française. Son père, le banquier John Pierpont Morgan, décède en 1913 ce qui fait d'elle la plus riche héritière du monde et pour rester indépendante et libre elle a refusé plusieurs demandes en mariage.

### Guerres mondiales
En septembre 1914, elles se rendent sur le champ de bataille après la bataille de la Marne. Elles en font un récit pour leurs compatriotes. Fin septembre 1914, elles se rendent aux États-Unis pour commencer à collecter des fonds pour les victimes européennes de la guerre.

Anne Morgan et Elizabeth Lathrop fondent l'American Fund for French Wounded (AFFW). Anne Morgan en devient trésorière. Cette association fournit les hôpitaux et les ambulances en matériel médical et envoie des colis aux soldats.

Au début de 1916, Anne Morgan et Elsie de Wolfe reviennent en France et transforment la villa Trianon en une maison de convalescence pour soldats. Anne Morgan élargit l'action de l'AFFW en créant une section civile pour aider les populations du front, le Comité américain pour les régions dévastées (CARD), en anglais l'American Committee for Devastated France. La présidente en est Anna Murray Dike (1878-1929), médecin canadienne d'origine écossaise proche d'Anne Morgan et c'est elle qui dirige la section civile en France.
350 jeunes Américaines y participent.
En 1917, après l'entrée en guerre des États-Unis et avec l'accord des autorités militaires (probablement le général Philippe Pétain), elle s'installe en France à Blérancourt dans l'Aisne, près du front, dans ce qui reste du château construit en 1619 par Salomon de Brosse, et crée le Comité américain pour les régions dévastées, institution qui a pour but de venir en aide aux sinistrés et victimes de la guerre; elle emploie jusqu'à plusieurs centaines de personnes (volontaires français ou étrangers) et intervient dans différents domaines (santé, logement, loisirs, éducation, etc.).

Les américaines volontaires dans le CARD doivent venir avec leur voiture individuelle et avoir de quoi subvenir à leurs besoins.
Le financement est assuré par la fortune personnelle d'Anne Morgan mais aussi grâce à de nombreux dons (notamment de la part d'américains  mobilisés au sein d'une association ad hoc).
Le comité est généralement connu par son sigle français CARD, et son action s'étend bien au-delà de la région de Blérancourt, d'une part par l'organisation de structures d'aide sociales à Soissons qui perdurent sous une autre administration ; d'autre part, après le succès d'un système de salles de lectures puis une aide à la bibliothèque de Soissons, une action pour la formation de bibliothécaires qui débouche sur l'organisation d'une École américaine de bibliothécaire à Paris (avec un important soutien de l'association américaine de bibliothécaires) et la création de l'Heure joyeuse et de la bibliothèque de la rue Fessart, à Paris.
Au printemps 1918, quand survient l'offensive allemande qui anéantit tous leurs efforts de construction à Blérancourt, elle évacue les populations oubliées par l'Armée française et les rapatrie vers Paris où le Quartier général leur donne des locaux boulevard Lannes. Dès que la situation militaire est devenue favorable aux Français, elle reconduit cette même population vers l'Aisne.
Après la guerre, cette organisation participe activement à la reconstruction de la région en fondant l'association L'Hygiène sociale de l'Aisne (HASA) qui emploie des françaises recrutées à la Maison de santé protestante de Bordeaux dirigée par le Dr Anna Hamilton.
En 1924, elle fonde le « Musée historique franco-américain » dans le château de Blérancourt ; ce dernier et ses collections seront ensuite données à la ville de Blérancourt et deviendra en 1931 le Musée national de la coopération franco-américaine.
En 1932, elle est la première femme américaine à devenir commandeur de la Légion d'honneur, dont elle était décorée depuis 1924.
Pendant la Seconde Guerre mondiale, en 1939, Anne Morgan revient en France dans l'Aisne pour aider la population. Elle organise et préside le comité American Friends of France (IMNC) aux États-Unis et le Comité américain de secours civil (CASC), le 30 septembre 1939. Le dernier séjour d'Anne Morgan en France a été en 1947.

## Après la guerre
À la mort d'Anne Morgan en 1952, une plaque commémorative est inaugurée dans la galerie supérieure de la cour d'honneur de l'hôtel des Invalides, afin de rendre honneur à ses actions et opérations humanitaires : « À la mémoire d'Anne Morgan [...] intrépide et généreuse amie de la France, secourable aux blessés, aux réfugiés, aux prisonniers. Insigne bienfaitrice des populations éprouvées et des régions dévastées par deux guerres ».

## Héritage
Afin de maintenir le réseau de services de santé qu'Anne Morgan et le reste des volontaires américains ont créé pendant la Première Guerre mondiale dans l'Aisne, le Comité américain a fondé l'Association d'hygiène sociale de l'Aisne (AHSA), une organisation qui hérite des actifs, du personnel et du savoir-faire du CARD, sous la direction de Anne Murray Dike. En 1953, après le décès d'Anne Morgan, l'Association décide de changer son nom en « Association médico-sociale Anne Morgan » (AMSAM), en l'honneur de leur fondatrice,. Toujours en activité, l'AMSAM a élargi ses services et s'est concentrée sur des activités d'aide et de soins à domicile, tout en luttant contre toute forme d'exclusion. Son siège social est situé à Soissons.

### Documentaire
- Anne Morgan, une Américaine sur le front, de Sylvain  Bergere, 2017 [présentation en ligne].